# Pressurized Mating Adapter
Pressurized Mating Adapter är en amerikansk, trycksatt adapter, med en Common Berthing Mechanism-port i den ena änden och en APAS-95-port i den andra. Rymdstationen har tre sådana. De används för dockning av rymdfärjor och som länk mellan den ryska och den amerikanska delen av stationen. 
Två av dem sköts upp med rymdfärjan Endeavour under flygningen STS-88 den 4 december 1998. Den tredje sköts upp med rymdfärjan Discovery under flygningen STS-92 den 11 oktober 2000.

## PMA-1
Redan före uppskjutningen kopplades PMA-1 till den bakre porten på modulen Unity.
Genom sin plats mellan modulerna Zarja och Unity utgör den länken mellan den ryska och den amerikanska delen av rymdstationen.

## PMA-2
Redan före uppskjutningen kopplades PMA-2 till den främre porten på modulen Unity. Alla utom två dockningar mellan rymdfärjor och rymdstationen har gjorts med PMA-2.

### Omplaceringar
I februari 2001 flyttades adaptern, via en fästpunkt på Z1 truss, till främre porten på Destiny-modulen.
I oktober 2007 flyttades adaptern till främre porten på modulen Harmony.
Den 19 augusti 2016 kopplades en International Docking Adaptern (IDA-2) till modulens APAS-95-port.

## PMA-3
Den sköts upp av Discovery under flygningen STS-92 i oktober 2000 och anslöts till Unitys nadirport. Två gånger har adaptern använts för att docka rymdfärjor till rymdstationen. Den första var Endeavour i december 2000. Den andra och sista var Atlantis i februari 2001. Adaptern har flera gånger flyttats runt mellan olika portar på stationen.

### Omplaceringar
I mars 2001 flyttades adaptern till Unity's babordsport, för att lämna plats för flera tillfälliga dockningar av de två Multi-Purpose Logistics Modules.
Den 30 augusti 2007 flyttades den tillbaka till nadirporten på Unity. Detta gjordes för att ge plats åt modulen Harmony, som under några veckor vad dockad till babordsporten på Unity.
Under 2009 flyttades den tillbaka till Unity's babordsport.
Den 25 januari 2010 flyttades adaptern till zenitporten på Harmonymodulen, för att ge plats åt modulen Tranquility.
Den 16 februari 2010 flyttades adaptern till Tranquility's babordsport.
Den 27 mars 2017 flyttades adaptern till zenitporten på Harmonymodulen.
Den 21 augusti 2019 kopplades en International Docking Adaptern (IDA-3) till modulens APAS-95-port

## Galleri

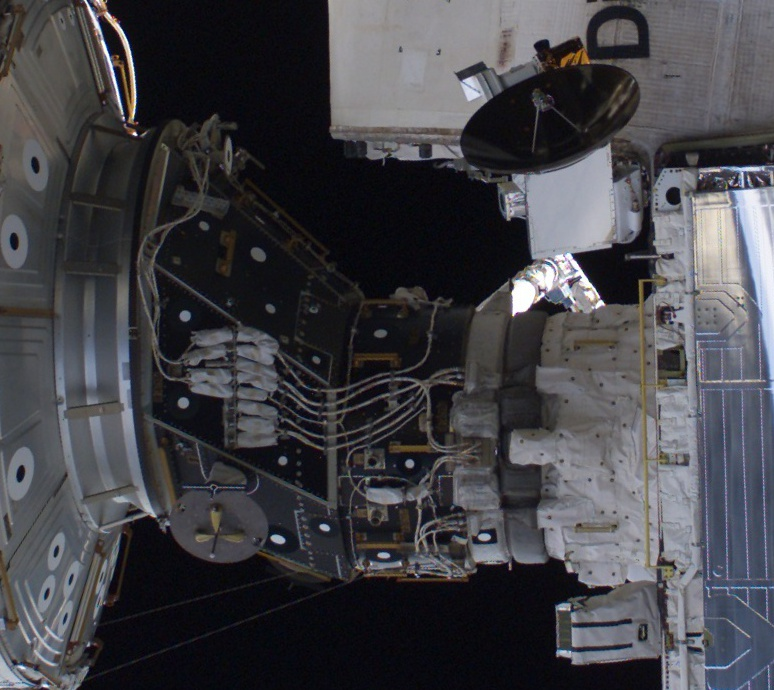
PMA-1 mellan Zarja och Unity
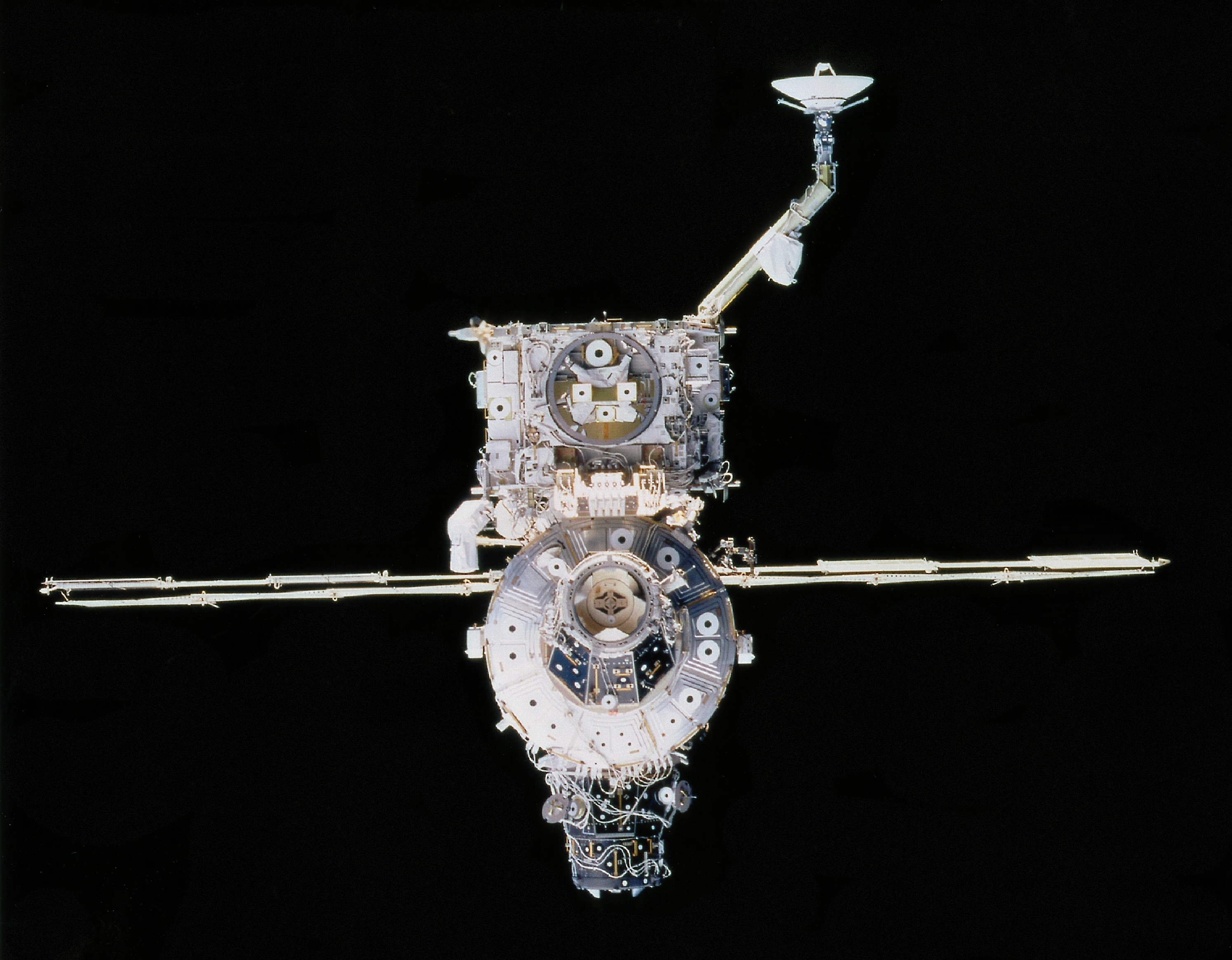
PMA-2 och PMA-3 anslutna till Unity
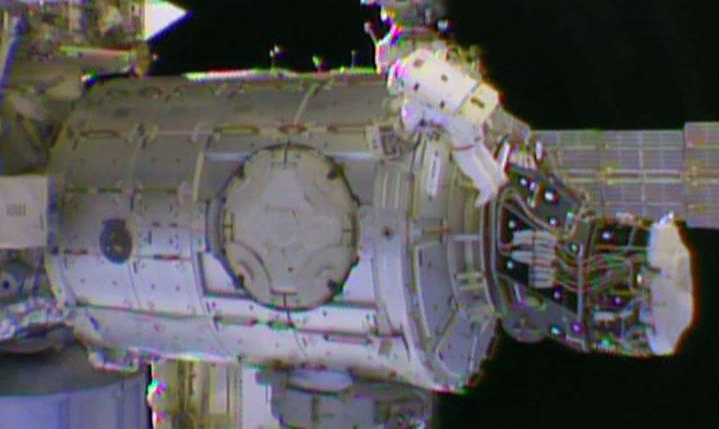
PMA-3 ansluten till Tranquility